# Teren prywatny
Teren prywatny – amerykański thriller z 2001 roku.

## Główne role
- John Travolta – Frank Morrison
- James Lashly – Jason
- Rebecca Tilney – Laurie
- Debra Mooney – Theresa
- Vince Vaughn – Rick Barnes
- Teri Polo – Susan
- Leland L. Jones – trener Mark
- Matt O’Leary – Danny Morrison
- Ruben Santiago-Hudson – sierżant Edgar Stevens
- Susan Floyd – Diane
- William Parry – Don Patterson
- Steve Buscemi – Ray Coleman
- Darryl Warren – Walter Ward
- Angelica Torn – Patty
- Chris Ellis – detektyw Warren

## Fabuła
Frank Morrison stara się wychować swojego syna Danny’ego. Ale odkąd rozwiódł się ze swoją żoną, Danny zaczyna sprawiać kłopoty. Buntuje się, kłamie, staje się nieznośny. Ale kiedy matka wiąże się z Rickiem Barnesem, sytuacja ulega pogorszeniu. Chłopiec nie akceptuje go i zaczyna opowiadać o nim nieprawdopodobne historie. Frank nie wie, jak się zachować. Ale kiedy Danny zwierza się, że widział jak Rick zabija mężczyznę, decyduje się działać. Polega tylko na swoim przeczuciu. Kolejne wydarzenia potwierdzają lub zaprzeczają jego opowieściom...

## Nagrody
Złota Malina 2001
- Najgorszy aktor – John Travolta (nominacja)